# Хорват, Стеван
Стеван Хорват (серб. Stevan Horvat, 7 октября 1932) — югославский борец греко-римского стиля, призёр Олимпийских игр.

## Биография
Стеван Хорват родился в селе Светозар-Милетич в Воеводине (Королевство Югославия). В 1955 году он принял участие в Чемпионате мира, но тогда был лишь 16-м. На Чемпионате мира 1958 года он был уже 4-м. На Олимпийских играх 1960 года в Риме Стеван Хорват также занял 4-е место, а в 1961 и в 1962 годах завоевывал серебряные медали Чемпионата мира. В 1963 году Стеван Хорват стал чемпионом мира, но на Олимпийских играх 1964 года в Токио он опять был лишь 5-м. В 1965-м он опять завоевал серебряную медаль Чемпионата мира, в 1966-м снова стал чемпионом мира, а в 1968 года на Олимпийских играх в Мехико он смог завоевать олимпийскую серебряную медаль.